# Penészlek
Penészlek ist eine ungarische Gemeinde im Kreis Nyírbátor im Komitat Szabolcs-Szatmár-Bereg.

## Geografische Lage
Penészlek liegt im südlichen Teil des Nyírség, 23 Kilometer südlich der Kreisstadt Nyírbátor und drei Kilometer von der rumänischen Grenze entfernt. Nachbargemeinden sind Nyírbéltek im Norden und Fülöp im Südwesten. Jenseits der Grenze befindet sich der rumänische Ort Scărișoara Nouă.

## Geschichte
Im Jahr 1913 gab es in der damaligen Großgemeinde 273 Häuser und 1506 Einwohner auf einer Fläche von 6399 Katastraljochen. Sie gehörte zu dieser Zeit zum Bezirk Nagykároly im Komitat Szatmár.

## Sehenswürdigkeiten
- Griechisch-katholische Kirche Mindenkor segítő Szűz Mária, erbaut 1938 nach Plänen von Rezső Kozma
- Heimatgeschichtliche Sammlung (Helytörténeti gyűjtemény)
- See (Dózer horgásztó), südwestlich des Ortes gelegen

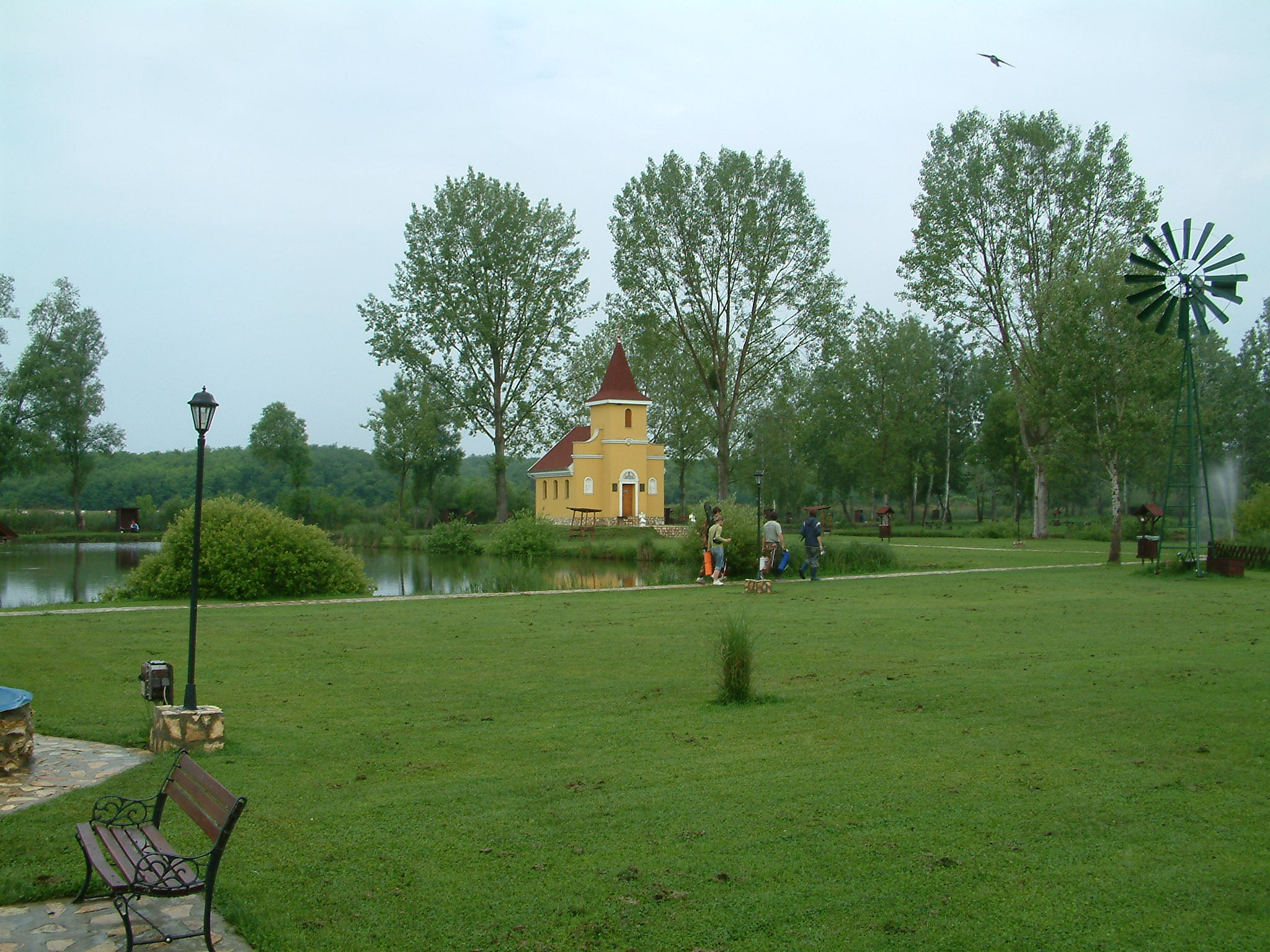
Kapelle am See

## Söhne und Töchter der Gemeinde
- Mátyás Usztics (1949–2017), Schauspieler, Regisseur und Synchronsprecher
- Szilvia Dankó, Sängerin

## Infrastruktur
Im Ort gibt es Kindergarten, Grundschule, Bücherei, Postamt, hausärztlichen Dienst, Sportplatz, das Bürgermeisteramt und eine Kirche.

## Verkehr
Durch Penészlek verläuft die Landstraße Nr. 4906. Es bestehen Busverbindungen über Nyírbelték und Piricse nach Nyírbátor, über Fülöp nach Nyírábrány, wo sich der nächstgelegene Bahnhof befindet, sowie nach Debrecen.